# Victoria, Kansas
Victoria là một thành phố thuộc quận Ellis, tiểu bang Kansas, Hoa Kỳ. Năm 2010, dân số của xã này là 1214 người.